# Église Saint-Barthélemy de Jonqueroles
Ne doit pas être confondu avec église Saint-Barthélemy de Bélesta.
Pour les articles homonymes, voir église Saint-Barthélemy.
L'église Saint-Barthélemy de Jonqueroles, ou de Jonquerolles (en occitan : Sant Bertomieu de Joncaròlas ; catalan : Sant Bartomeu de Jonqueroles), est une église préromane ruinée située à Bélesta, dans le département français des Pyrénées-Orientales.

## Situation

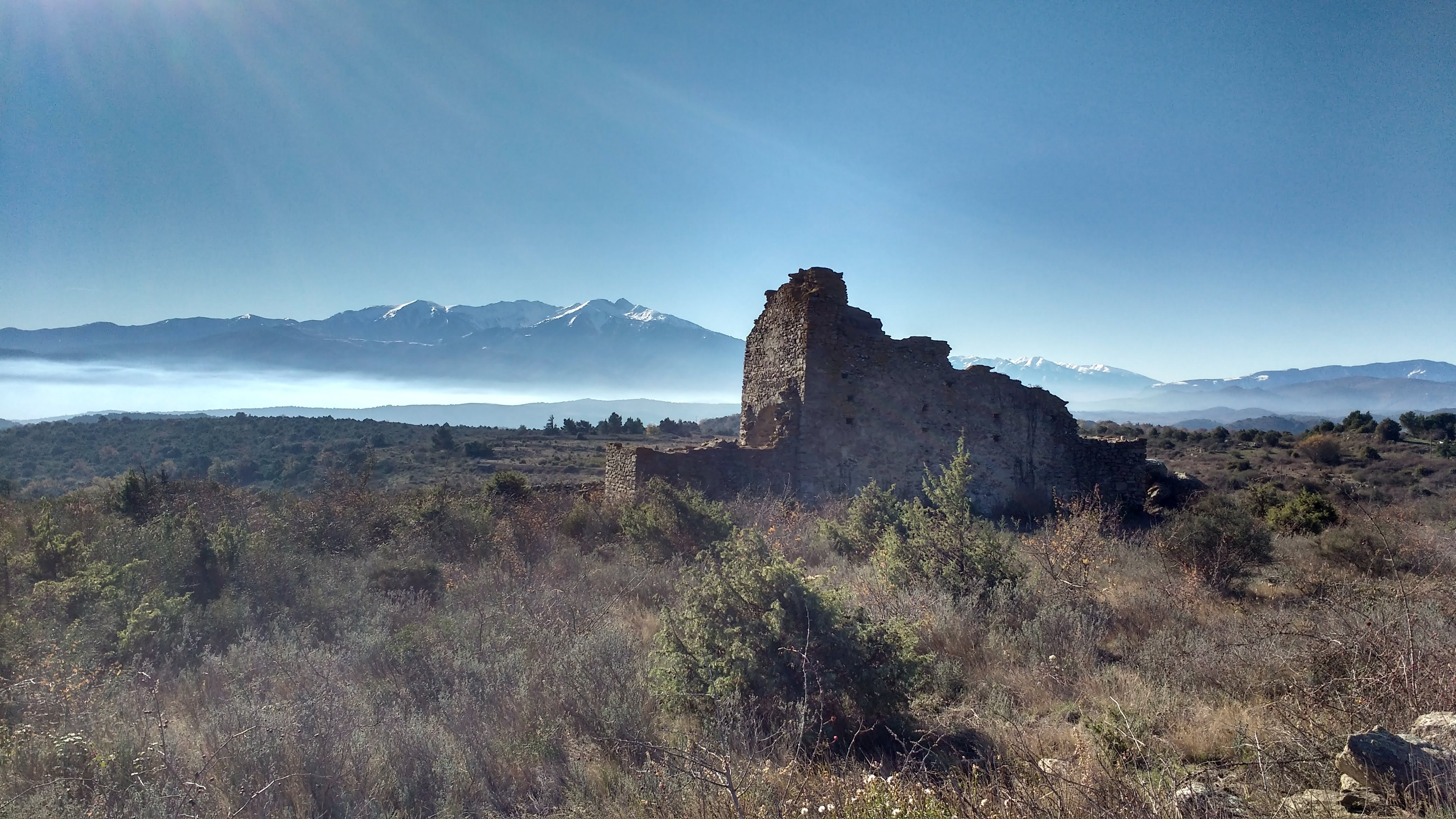
L'église dans son environnement face au Canigou.

## Toponymie
Le toponyme Jonqueroles est cité une première fois en 842 sous la forme luncariolas puis on trouve luncherolas (1020), loncheroliis (1154). Plus aucune mention jusqu'en 1340 sous la forme Joncheroles et enfin Jonquerolles et Bello Stare (Bélesta) en 1400.
Le toponyme Jonqueroles est formé sur la base du latin Juncus, « jonc » auquel sont ajoutés deux suffixes. Le premier, -ariu, est un collectif qui est utilisé pour former des noms de lieux où poussent des plantes, comme en français le mot jonchère (en occitan : jonquièra; en catalan : jonquera), lieu où pousse le jonc. Le deuxième, -eola, est un diminutif, signifiant que cette jonchère est de petite taille.

## Histoire
L'église Saint-Barthélemy de Jonqueroles est probablement construite au Xe siècle.
Elle est citée pour la première fois en 1020 dans le testament de Bernard Taillefer, comte de Besalú et seigneur éminent du Fenouillèdes. Érigée en paroisse, on trouve mention au siècle suivant (1154) de Ramon Cassanyes (chapelain de Jonqueroles), Guillem de Vernet, ainsi que son oncle et son frère, qui firent don aux templiers des maisons d'un certain Guillem Gotmar et de toutes les possessions que ce dernier avait à Jonquerolles,. Le village semble disparaître au XIVe siècle mais la cure est toujours mentionnée au siècle suivant.

## Architecture

Plan type d'une église préromane du Roussillon, avec décalage de l'abside vers le nord.

Le bâtiment suit le plan type des églises préromanes de la région : une nef unique rectangulaire orientée, avec une abside trapézoïdale prolongeant cette nef à l'Est mais avec un léger décalage dans les axes des deux parties. À Saint-Barthélemy, le décalage de l'abside est vers le sud.
Une autre caractéristique des églises d'avant l'an Mil est visible sur les arcs, qui sont outrepassés, ce qui signifie qu'ils sont plus grands qu'un demi-cercle. Les ouvertures sont aussi habituelles pour cette période : peu de fenêtres et une seule porte située dans le mur méridional.